# Lamprosema salaconalis
Lamprosema salaconalis là một loài bướm đêm trong họ Crambidae.